# 야체크 지엘린스키
야체크 지엘린스키(폴란드어: Jacek Marek Zieliński, 1967년 10월 10일 ~ )는 폴란드의 은퇴한 축구 선수이자, 포지션은 센터백이었다. 그는 지난 2002년 FIFA 월드컵 당시 미국과의 최종전에서 토마시 바우도흐를 대신해 주장으로 출전했다.

## 수상
- 1999년 폴란드 올해의 선수상